# Rosse buurt
Een rosse buurt is een gebied of een wijk in een stad waar prostitutie wordt bedreven. Andere termen die worden gebruikt zijn hoerenbuurt of red light district. In een rosse buurt bevindt zich een concentratie van bordelen, maar in Nederlandse rosse buurten ontstond begin 20e eeuw ook raamprostitutie, als eerste in Amsterdam.
De naam zou afkomstig zijn van de kleur rood ('ros'), die veelal met prostitutie werd geassocieerd. In het Engels wordt een prostituee ook wel aangeduid als 'scarlet woman', oftewel een scharlakenrode vrouw. Ook wordt de kleur gekoppeld aan de rode lampjes van de bordelen.
De term red light district werd in 1894 voor het eerst gebruikt in een krant uit Milwaukee: dit zou verband houden met spoorwegwerkers die prostituees bezochten en hun rode waarschuwingslampen ophingen bij de voordeur.
In Nederlandse steden droegen straten waar prostitutie werd bedreven dikwijls de naam Roosmarijn, zoals de Roosmarijnstraat in Bergen op Zoom (1564), Haarlem en Goes. Amsterdam had de Rosmarijnsteeg en in Nijmegen was er eind 19e eeuw de Rozemarijngas. De naam zou verband houden met de bijbetekenis die de naam Roosmarijn had, namelijk die van liefje of hoertje. Bewoners van een rosse buurt werden in de volksmond wel Rossianen genoemd.